# Егинбулак (Кокпектинский район)
Егинбулак (каз. Егінбұлақ, до 199? г. — Подгорный) — село в Кокпектинском районе Абайской области Казахстана. Входит в состав Бигашского сельского округа. Код КАТО — 635059200.

## Население
В 1999 году население села составляло 196 человек (101 мужчина и 95 женщин). По данным переписи 2009 года, в селе проживало 186 человек (101 мужчина и 85 женщин).

## Известные уроженцы
Серапион (Колосницын) — Архиепископ  Кокшетаунский и Акмолинский (1964—2025)